# Parancistrocerus bacu
Parancistrocerus bacu är en stekelart som först beskrevs av Henri Saussure 1852.  Parancistrocerus bacu ingår i släktet Parancistrocerus och familjen Eumenidae. Inga underarter finns listade i Catalogue of Life.